# Adam Wapiennik
Adam Stanisław Wapiennik (ur. 13 sierpnia 1922 w Krakowie, zm. 12 października 1990 tamże) – polski piłkarz, trener.

## Życiorys
Wapennik był wychowankiem Wisły Kraków, w której występował w latach 1936–1950 z przerwą na czas trwania II wojny światowej. W sezonie 1947 i 1948 zdobył z nią wicemistrzostwo, zaś w sezonie 1949 oraz 1950 mistrzostwo Polski. Kolejno przez cztery lata grał w ŁKS–ie Łódź, z którym po zajęciu dwunastego miejsca w sezonie 1952 zaliczył spadek do II ligi. W sezonie 1953 ŁKS zajął drugie miejsce w tabeli ligowej i wrócił do I ligi. Po zakończeniu rozgrywek Wapiennik związał się z Cracovią, z którą spadł do II ligi po zajęciu jedenastego miejsca w tabeli na koniec sezonu. W latach 1955–1956 sprawował funkcję grającego trenera w Calisii Kalisz.
Po zakończeniu kariery piłkarskiej był trenerem Calisii Kalisz, Pogoni Prudnik, Legii Krosno, Stara Starachowice, Borka Kraków, Hutnika Kraków oraz Garbarni Kraków, z którą w sezonie 1973/1974 odnotował spadek do III ligi. W 1956 roku dotarł z Calisią do półfinału Pucharu Polski jako grający trener.
Był starszym bratem Jana, który również uprawiał piłkę nożną.